# Сільський округ Аязхана Калибекова
Сільський округ Аязха́на Калибе́кова (каз. Аязхан Калыбеков ауылдық округі, рос. Сельский округ Аязхан Калыбекова) — адміністративна одиниця у складі Мактааральського району Туркестанської області Казахстану. Адміністративний центр — село Жанажол.
Населення — 7923 особи (2021; 7600 у 2009, 5914 у 1999, 5006 у 1989).
Станом на 1989 рік існувала Прогреська сільська рада (села 30 літ Казахської РСР, 40 літ Октября, Джамбул, Леніно, Побєда, Ульгілі, селище Прогрес) у складі Джетисайського району.

## Склад
До складу округу входять такі населені пункти:
| Населений пункт | Колишні назви         | Населення, осіб (1989) | Населення, осіб (1999) | Населення, осіб (2009) | Населення, осіб (2021) |
| --------------- | --------------------- | ---------------------- | ---------------------- | ---------------------- | ---------------------- |
| Абат, село      | Леніно                | 1032                   | 1293                   | 1506                   | 1681                   |
| --МТФ           | -                     | -                      | -                      | -                      | 6                      |
| Атамура, село   | Побєда                | 1002                   | 1095                   | 1104                   | 1394                   |
| Жамбил, село    | Джамбул               | 621                    | 696                    | 800                    | 811                    |
| Жанажол, село   | 30 літ Казахської РСР | 1064                   | 1290                   | 2197                   | 1947                   |
| Торткуль, село  | 40 літ Октября        | 777                    | 911                    | 1031                   | 1194                   |
| Туран, село     | Прогрес               | 152                    | 125                    | 405                    | 231                    |
| Ульгілі, село   | -                     | 358                    | 504                    | 557                    | 659                    |